# Doramelau
Der Doramelau (auch Foho Doramelau) ist mit 2857 m der zweithöchste Gipfel der Ramelau-Berge in Osttimor. Mit einer Schartenhöhe von nur knapp über 100 m wird er als Nebengipfel des Tatamailau angesehen, des höchsten Berges des Landes, der etwa 1200 m in Luftlinie nordöstlich liegt. Der Doramelau liegt im Suco Baboi Leten (Verwaltungsamt Atsabe, Gemeinde Ermera), etwa in der Mitte der Insel Timor.